# E-Type
Bo Martin Erik Eriksson, más conocido como E-Type, es un cantante nacido en 1965 en Upsala. Es hijo del conocido periodista Bo G. Eriksson.
Su carrera musical comenzó en 1991 cuando, su primer sencillo "We've got the atmosphere", en el que colaboró con Stakka Bo, fue publicado. Subió rápidamente a lo más alto de la lista de ventas en Suecia. Durante el año siguiente, la fama del artista creció no solo por su faceta de cantante, si no también como presentador de televisión y compositor de bandas sonoras.
En el verano de 1994 sus dos sencillos "Set The World On Fire" y "This Is The Way" consiguieron el disco de oro. Su álbum debut "Made In Sweden" fue publicado en noviembre del mismo año, y recibió numerosos galardones.
Tras su éxito en su país de origen, Europa comenzó a mostrar interés por su trabajo. De este modo, en 1995, sus dos singles publicados el año anterior entraron en las listas de éxito de Francia y Alemania. Durante la primavera de 1996, sus sencillos fueron también publicados en los Estados Unidos. Poco después, E-Type publicaría su segundo trabajo "The Explorer".
Dos años más tarde, "Last Man Standing" se publicó en noviembre, tras el éxito de sus dos singles predecesores "Angels Crying" y "Here I Go Again". A este éxito, se unió la gran acogida de un cuarto trabajo, "Euro IV Ever". 
En 2000, su canción 'Campione' fue tema central del campeonato europeo de naciones Euro 2000.
En 2004 participó en el Melodifestivalen (selección nacional para el Festival de Eurovisión, de su país de origen con el tema "Paradise", logrando el quinto puesto en la final y consiguiendo un gran éxito de ventas, así como buenas críticas musicales. Cinco días de su participación en este festival, publicó su quinto trabajo hasta el momento: "Loud Pipes Save Lives". También se presenta en 2008 con la compañía de la banda The Poodles.
En 2022 creó el proyecto paralelo Dampf donde cambia la música eurodance de antaño por el heavy metal.
Aparte de su trabajo en el ámbito musical, ha realizado pequeñas incursiones novelísticas. En 2000 publicó el libro "Sveakampen", que más tarde se convertiría en un juego para ordenador.

## Álbum

### En solitario
- 1994 - Made in Sweden
- 1996 - The Explorer
- 1998 - Last Man Standing
- 1999 - Greatest Hits
- 2001 - Euro IV Ever
- 2004 - Loud Pipes Save Lives
- 2007 - Eurotopia

### Dampf
- 2022 - The Arrival